# Liste der Monuments historiques in Lucey (Meurthe-et-Moselle)
Die Liste der Monuments historiques in Lucey führt die Monuments historiques in der französischen Gemeinde Lucey auf.

## Liste der Objekte
| Bezeichnung                       | Beschreibung                                                                                                 | Standort                         | Kennzeichnung | Schutzstatus | Datum | Bild |
| --------------------------------- | --- | -------------------------------- | ------------- | ------------ | ----- | ---- |
| Wandvertäfelung                   | Eichenholz, bemalt und vergoldet, 17. Jahrhundert; aus der Kirche St-Armand in Toul, 1752 in Lucey eingebaut | in der Kirche St-Étienne (Lage)  | PM54001050    | Classé       | 1991  |      |
| Orgel                             | Haupteintrag für PM54001306                                                                                  | in der Kirche St-Étienne (Lage)  | PM54001305    | Inscrit      | 1989  |      |
| Instrumentalteil der Orgel        | 1886 von Jean Blési gebaut                                                                                   | in der Kirche St-Étienne (Lage)  | PM54001306    | Inscrit      | 1989  |      |
| Skulptur Madonna mit Kind         | Stein, farbig gefasst, um 1350                                                                               | in der Kirche St-Étienne (Lage)  | PM54000381    | Classé       | 1971  |      |
| Altarkreuz und vier Altarleuchter | Bronze, versilbert und vergoldet, Mitte bzw. zweite Hälfte des 18. Jahrhunderts                              | in der Kirche St-Étienne (Lage)  | PM54000382    | Classé       | 1971  |      |
| Kruzifix                          | Holz, farbig gefasst, 1732                                                                                   | in der Kirche St-Étienne (Lage)  | PM54001631    | Inscrit      | 1979  |      |
| Chorgestühl                       | Eichenholz, bemalt und vergoldet, 17. Jahrhundert                                                            | in der Kirche St-Étienne (Lage)  | PM54001632    | Inscrit      | 1990  |      |
| Kanzel                            | Holz, bemalt und vergoldet, 18. Jahrhundert                                                                  | in der Kirche St-Étienne (Lage)  | PM54001633    | Inscrit      | 1992  |      |
| Skulptur Christus in der Rast     | Stein, Anfang des 16. Jahrhunderts                                                                           | im ehemaligen Pfarrgarten (Lage) | PM54000383    | Classé       | 1971  |      |